# Миса Аманэ
Миса Аманэ (яп. 弥海砂 Аманэ Миса) — героиня манги, аниме-сериала и фильмов «Тетрадь смерти». Известная фотомодель, выигравшая конкурс «Выбор читателей» в журнале «18». По фильму — популярная телеведущая. Мало кто узнал бы в ней убийцу, устроившего переполох на телестудии «Сакура ТВ», второго Киру. Благодарная Кире за наказание убийцы своих родителей, она готова пойти на всё, чтобы найти его. Влюбившись в Ягами Лайта, она дважды совершает сделку с богом смерти, чтобы получить Глаза Бога Смерти и быть полезной ему. Часто говорит о себе в третьем лице, называя себя «Миса-Миса».

## Встреча с Ягами Лайтом
Получив тетрадь, Миса отправляет на «Сакура ТВ» видеозаписи с целью привлечь внимание Киры и добиться встречи.
В аниме и манге: в этой записи она называет себя Кирой, однако L сразу обнаруживает изменения в способностях Киры (новый Кира умеет убивать, не зная имени). Детективы составляют ложное послание от Киры (на самом деле, это послание составляет Ягами Лайт, поэтому оно не совсем ложное), которому Миса охотно верит. Миса делает ещё одно видео, в котором сознаётся, что она — второй Кира и предлагает первому Кире встретиться с ней. Она присылает на «Сакура ТВ» дневник, в котором зашифровано место встречи — Аояма, клуб «Note Blue». Лайт отправляется туда под предлогом расследования.
В фильме: Миса представляется как второй Кира и просит первого Киру прийти. Во время трансляции она находится в здании «Сакура-ТВ». Ягами Лайт едет туда под предлогом, что заберёт оттуда отца и сестру.

## Миса и Боги смерти
Миса имела покровителей среди Богов смерти. Вначале это был Джелоус. Он продлил жизнь Мисы ценой своей жизни, записав имя её убийцы в Тетради Смерти, ведь Боги смерти не имеют права продлевать жизнь кому-либо, а тот, кто нарушает это правило — умирает. Другая Богиня смерти — Рэм — присутствовала при этом и решила передать оставшуюся после Джелоуса тетрадь Мисе. Кроме того, Рэм сама является в человеческий мир и следует за Мисой, оберегая её.
Позднее (эпизод 25) Рэм тоже умирает ради Мисы: она записывает в свою Тетрадь Смерти имена L и Ватари, после чего рассыпается в песок.
При этом сама Миса особых чувств к Богам Смерти не испытывала. Узнав от Рэм историю Джелоуса, она сказала только: «Так значит, Бога смерти, который меня спас, звали Джелоус». А про смерть Рэм она вообще никогда ничего не говорила. По-видимому, её это и не особо интересовало.

## Владение Тетрадью Смерти и Глазами Бога Смерти
Впервые Миса получила тетрадь Джелоуса от Рэм (11 серия аниме, 3 том манги). Тогда же она получила и Глаза Бога Смерти. Затем, арестованная L по подозрению в том, что она — Второй Кира, Миса отказалась от прав на Тетрадь Смерти и потеряла Глаза Бога смерти вместе с памятью.
По поручению Лайта, после того, как L отпустил её, Миса откапывает Тетрадь Смерти. Это была та же тетрадь, которой Миса пользовалась до этого, но теперь её богом смерти стал Рюк. Выполняя просьбу Лайта, Миса должна была сообщить ему имя L, но она забыла это имя, и поэтому совершает с Рюком сделку и снова получает Глаза Бога Смерти, но укорачивает продолжительность своей жизни ещё в два раза.
После смерти L, Миса активно пользуется своими Глазами, помогая Лайту вершить правосудие. Когда Ниа начинает подозревать Лайта слишком сильно, Лайт заставляет Мису отказаться от прав на тетрадь. Миса снова теряет память.
Хотя срок её жизни уменьшился в четыре раза из-за двух сделок на глаза бога смерти, тем не менее Миса получила остатки сроков жизни Джелоуса и Рэм, из-за того, что они пожертвовали своими жизнями ради неё.

## Отношения с Ягами Лайтом
Увидев Лайта, Миса сразу признала в нём Киру: её глаза Бога смерти позволяют видеть продолжительность жизни только у тех людей, кто не владеет Тетрадью Смерти.
Недолго думая, она находит в Интернете адрес Лайта и приходит к нему домой. Далее уже не понятно, кого она больше любит: Лайта — за то, что он является Кирой, или Киру — за то, что его олицетворяет Лайт. Потеряв память после ареста, Миса продолжила любить Лайта с прежней силой. Этим воспользовался L, чтобы убедить Мису поймать третьего Киру.
После смерти L, Лайт и Миса начали жить вместе. Миса была счастлива, что может помочь Лайту строить новый мир. В конце концов Лайт пообещал жениться на ней. Но когда Миса перестала владеть тетрадью, Лайт резко охладел к ней. Для продвижения расследования дела Киры, Лайт начал встречаться с Киёми Такадой.
Несмотря на то, что Миса безумно влюблена в Лайта, он довольно холоден к ней. Возможно, Ягами Лайт никогда не испытывал к Мисе симпатий и лишь использовал её как инструмент в борьбе с преследователями Киры.
Но, стоит отметить, так Лайт относился к Мисе только будучи Кирой. После отказа от Тетради, и, вследствие потери памяти, Лайт стал более мягок к Аманэ, он не соглашался на предложение L воспользоваться чувствами девушки ради расследования, также Лайт не хотел подвергать её опасности, даже беспокоился за неё, считая себя ответственным за влюблённую в него девушку, хотя ему и не нравились ухаживания Мисы.
Но после получения Тетради и возврата памяти, Лайт снова стал манипулировать Мисой.

## Смерть
В манге: мертва
В аниме: В аниме не показана смерть Мисы, хотя в последней серии она показана стоящей за ограждением на вершине небоскрёба. В путеводителе по аниме «Death Note A Animation Official Analysis Guide» написано, что дата смерти героини неизвестна.

## Миса Аманэ в 13 томе манги
В 13 томе манги приведены официальные данные персонажа — интеллект: 3, активность: 10, мотивация: 6, креативность: 4, социальность: 10, очарование: 10.
В тринадцатом томе авторы манги описывают сексуальность Мисы в ёнкомах по Тетради смерти, как большой прорыв в сравнении с основной мангой.

## Персонаж в произведениях по мотивам

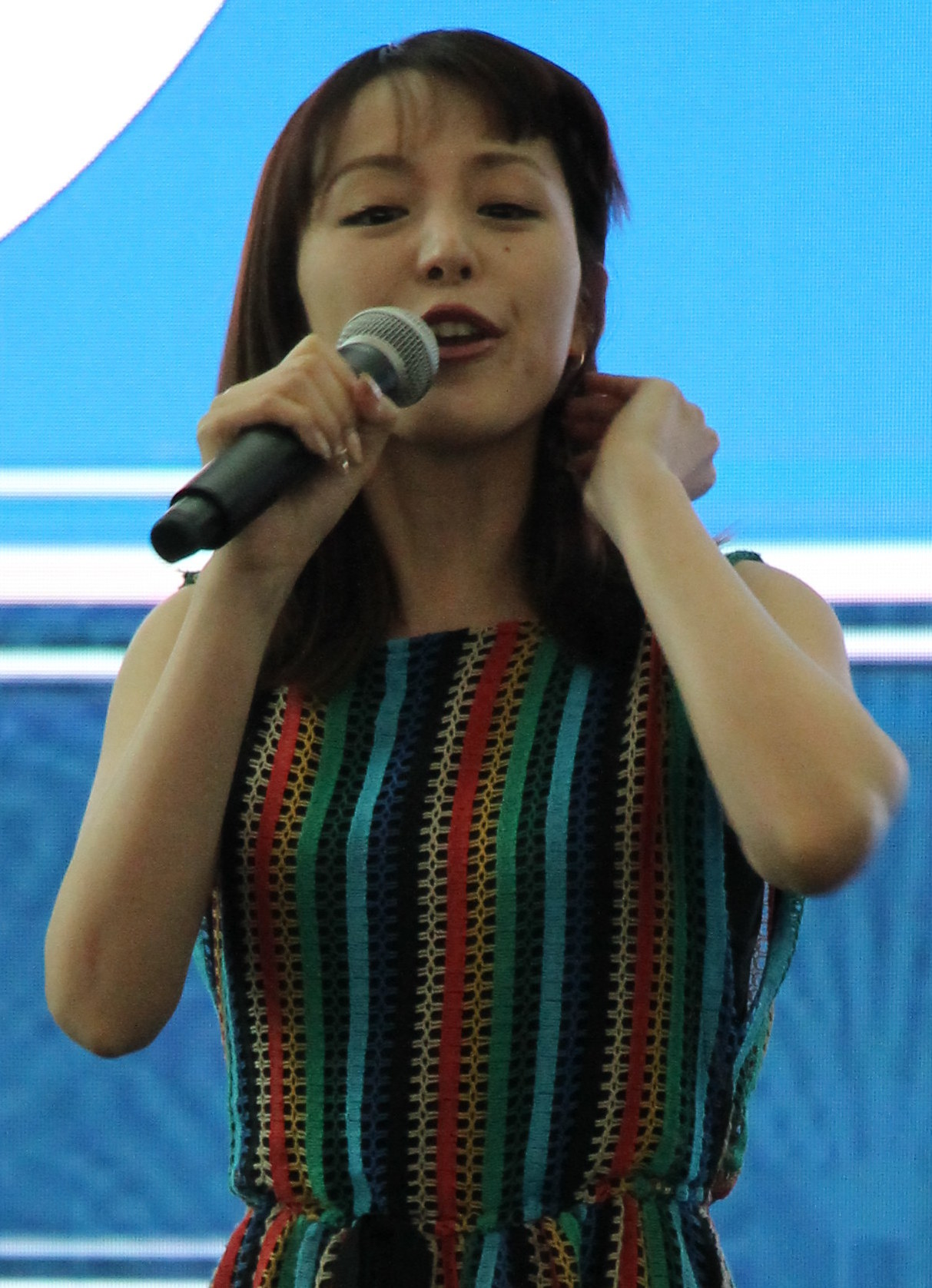
Ая Хирано — сейю, озвучивавшая Мису Аманэ в аниме «Тетрадь смерти»

В аниме озвучена сэйю Аей Хирано, в официальном русском дубляже мультсериала от канала «2x2» Миса говорит голосом Екатерины Гороховской.
Миса появляется в дилогии фильмов в исполнении актрисы Эрики Тоды.
Эрика Тода сказала, что до съёмок чувствовала «большое давление» из-за популярности персонажа. По её словам, давление исчезло, когда начались съемки. В статье в малайзийской газете «Star» автор Китти Сэнсэй предположил, что Тоде не было «времени думать о реакции фанатов», ссылаясь на сцену со смирительной рубашкой, которую Китти Сэнсэй назвал «физически и психически изнурительной». Тода сказала, что процесс снятия смирительной рубашки требовал много времени, и иногда она ждала очередного дубля сцены прямо в рубашке. Кроме того, один раз она была одета в смирительную рубашку больше часа.
Эрика Тода сказала, что рассматривает Мису как «сложную и увлекательную». Она добавила, что не понимает, почему человек использует тетрадь смерти. Тода сказала, что восхищается тем, что Миса «делает все, что решила сделать», но действия Лайта и Мисы являются «преступными».
В 2016 году Эрика Тода повторила роль Мисы в мини-сериале «Новое поколение» и новом фильме «Тетрадь смерти: Свет нового мира».
В одноимённом сериале героиню сыграла Хинако Сано.
В различных постановках мюзикла «Тетрадь смерти» её сыграли:
- Япония, 2015 и 2017 — Фука Юдзуки (яп. 唯月ふうか Юдзуки Фу:ка), 2020 — Сакура Кирю (яп. 吉柳咲良 Кирю: Сакура);
- Южная Корея, 2015 и 2017 — Чон Сун А (정선아) и Бэн (벤), соответственно.

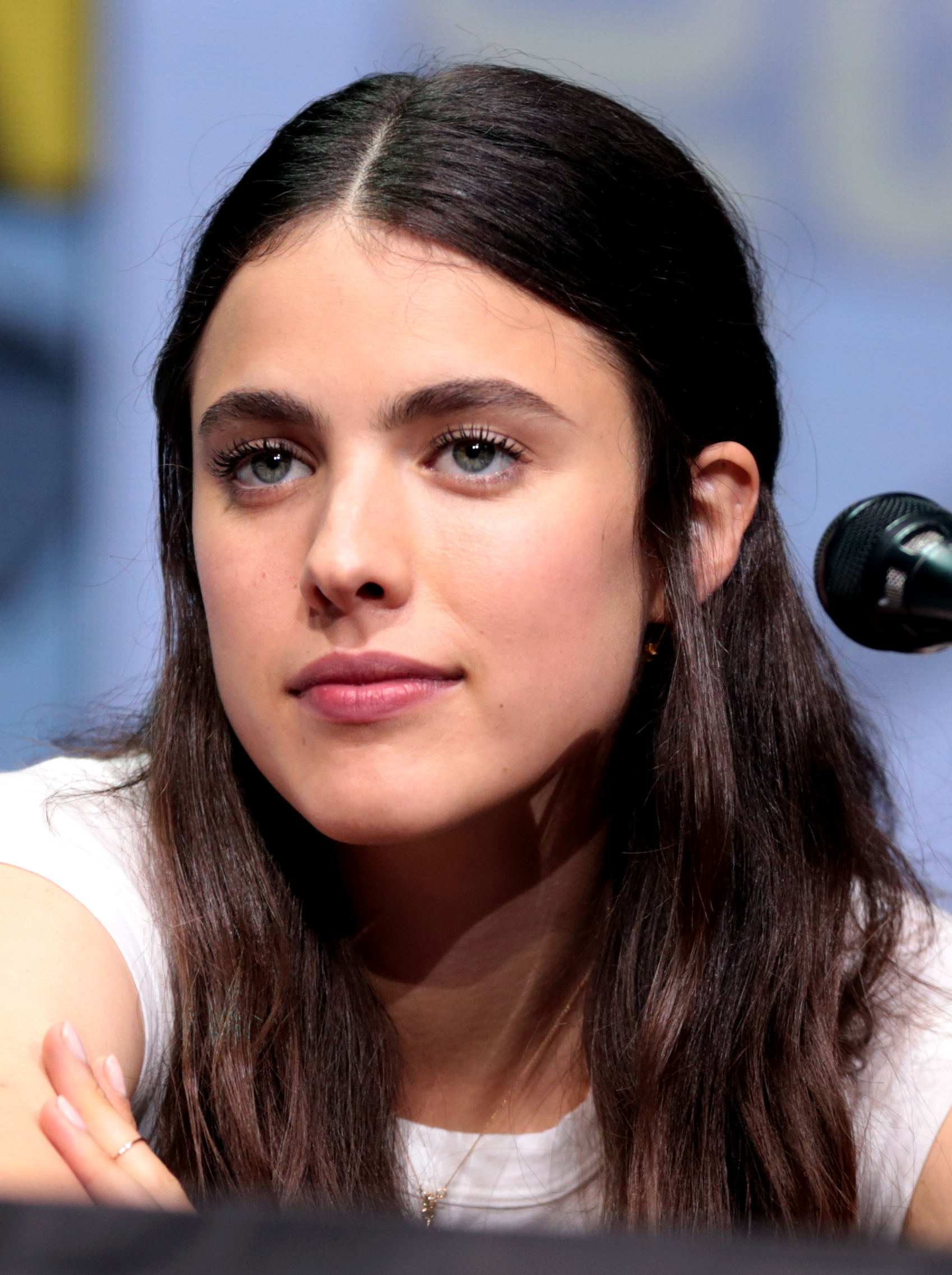
Сара Маргарет Куэлли (исполнительница роли Мии Саттон)

Роль персонажа схожа — она является фанаткой Киры, получает тетрадь смерти Джелоуса и глаза Бога смерти от Рэм, встречается с Лайтом, влюбляется в него и решает помогать. Лайта и Миса начинает подозревать L. Рэм жертвует собой ради неё, убив L. Но, в отличие от оригинала, тут Миса расстраивается от убийств невинных, даже ради Лайта.
В американском фильме «Тетрадь смерти» персонажа на её основе — Мию Саттон, играет Маргарет Куэлли. Она девушка из группы поддержки, которая узнаёт о Тетради смерти Лайта Тёрнера и становится его соратницей, также между ними начинаются романтические отношения. Они вместе карают преступность как Кира. Но затем, пара узнаёт, что за Кирой охотятся агенты ФБР, Лайт против их убийства, но Мия самовольно записывает их имена в тетрадь. Затем Лайт узнаёт, что делом занялся лучший детектив мира L, он записывает имя его помощника Ватари в тетрадь, чтобы тот выяснил настоящее имя L. Лайт планирует сжечь листок с его именем, что должно отменить смерти, но Мия похитила один из листов. Лайт догадывается, что Мия записала его имя. В это время L, в ярости от смерти друга, пытается убить Лайта, но тому удаётся уйти и встретиться с Мией на колесе обозрения, он умоляет отдать её тетрадь, но она отказывается, в итоге исполняется план Лайта — Мия погибает, а листок с именем Лайта падает в огонь, и Лайт остаётся жив.
В немецкой аудио-постановке Мису озвучила Есим Майсхайт.

## Концепция и создание персонажа
Цугуми Оба, автор сценария манги, решил сделать Мису вторым Кирой до первого появления. Он чувствовал, что история, которую бы двигали исключительно мужчины, была бы «скучной», и что он хотел ввести в сюжет «милых женщин». Оба, намереваясь дать ей глаза Бога смерти, описал её как «спонтанную и не слишком яркую», и что он разработал её личность «с самого начала». Так как Лайт Ягами никогда не торговался бы за глаза богов смерти, Оба хотел создать другого персонажа, который бы обменялся глазами с Синигами, поэтому он решил использовать Мису. Оба сказал, что идея имени Мисы «была отчасти случайной, но я думаю, что это от „kuromisa“ (рус. чёрная месса)».
Оба в конечном итоге принял решение о введении Мисы после смерти Наоми Мисоры. Он и Такэси Обата, художник манги, хотели использовать стиль готической лолиты для передачи «готического образа Синигами и их мира». Оба назвал очень интересным то, что впервые Миса появляется в необычной одежде. Впервые изображая персонажа, Обата представлял себе смесь «энергичной японской артистки» и «иностранной рок-н-ролл певицы». Он заявил, что чувствовал «опасения» по поводу длины волос Мисы, лично он хотел сделать её с чёлкой поперёк лба, но посчитал, что создавать Мису полностью в рамках стиля Gothic Lolita бы «чересчур». Поэтому Обата изобразил её так, чтобы она выглядела «немного более естественной» и казалась более «симпатичной» для людей, которым не нравится стиль готической лолиты.
Во время сюжетной арки с Ниа и Мелло Миса стала поп-идолом, и Обата решил сделать её похожей на «популярную актрису». Художник заявил, что помнит, как было смешно, когда он смотрел на готические журналы и рисовал Мису. В ответ на вопрос, создание какого персонажа было сложнее всего, Обата выбрал Мису. Он заявил, что с трудом понимает, как можно «делать всё что угодно для того, кого ты любишь», и что он чувствовал, как персонаж контролировал его, когда он рисовал её. В «Death Note 13: How to Read» говорится, что Миса «требовала много художественных решений из-за того, что выражение её лица менялось от глупого до серьёзного».
В манге Миса носит в качестве украшений распятия; в аниме она носит ювелирные украшения в форме Флёр-де-Лис.
При цветовом дизайне обложек Обата назначил цвета персонажам, чтобы «получить атмосферу порядка». Обата определил Мисе розовый и чёрный цвета.

## Критика и отзывы
Редактор сайта IGN Том С. Пепириум описывает Мису как «наиболее слабый и раздражающий персонаж сериала». В качестве примера Пепириум указывает «стиль, в которым она изображена», отмечая, что её мотивация и одержимость Кирой состоят в союзе с тёмными чувствами тетради смерти. Он говорит, что когда Миса разглагольствует о её «глубокой и полностью осознанной» привязанности к Кире в «её дурацкой, взволнованной, пуделеподобной манере „сообщать об этом“, то теряет всякое воздействие». Описывая Мису, Пепириум также использовал выражения «девичья поверхностная розовая выученная роль», а также сравнивал Мису с Дот Уорнер из мультсериала «Озорные анимашки» и Джа-Джа Бинксом из «Звёздных войн» (из-за неуместной комедийности, а также потому что Джа-джа Бинкс говорил «Ми́са» взамен местоимения «Я».). Пепириум добавил, что хотел бы, чтобы Миса провела больше времени в «нескольких серьёзных переделках» вместо «глупо влюбленного, большеглазого аниме персонажа».
На Salon.com в статье Дугласа Волка Миса включена в группу персонажей, которые описаны как «аккуратно исполненные».

### Критика киноверсии персонажа
Кристи Ли С. В. из газеты «Star» сказала, что персонаж Мисы в изображении Тоды во втором фильме «может сначала показаться довольно раздражающим за чрезмерную „пузырчатость“ и миловидность», и что персонаж через некоторое время «вырастает на глазах» зрителя. Ли сказала, что в конце фильма она увидела Мису как «весьма милую».